# Temu (e-handel)
För andra betydelser, se Temu.
Temu är en online-marknadsplats som drivs av det kinesiska e-handelsföretaget PDD Holdings. Plattformen fungerar som en marknadsplats där konsumenter i över 90 länder kan handla direkt från tillverkare och varumärken.
Temu grundades 2022, och plattformen blev tillgänglig i Europa, inklusive Sverige, år 2023.
I Sverige har Temu blivit mycket populärt – 22 % har handlat där. När svenskarna fick frågan vad som är den största fördelen med att handla på Temu, svarade 42 % konkurrenskraftiga priser, 26 % unika produkter, 24 % ett brett produktsortiment och 8 % fri frakt.